# Anna Veronica Mautner
Anna Veronica Mautner (Pest, Hongria, 1935-São Paulo, 30 de gener de 2019) fou una psicoanalista brasilera, nascuda a Hongria.
Amb la seua família, migraren al Brasil, quan encara era una nena de quatre anys, i cresqué a São Paulo.
Al 1961, obté la llicenciatura en Ciències Socials, i després el màster en Psicologia Social per la Universitat de Sâo Paulo.
Fou membre de la Societat Brasilera de Psicoanàlisi de São Paulo.
Treballà com a publicitària i professora universitària en la USP, en l'Institut Sedes Sapientiae i en la Fundació Getúlio Vargas. Fou cronista del diari Folha de São Paulo, i escriptora, a més de ser una excel·lent cuinera i amfitriona.
En la dècada de 1970, es dedicava a la teràpia "corporal" basada en Wilhelm Reich. I en aquest abordatge incloïa, a més de teràpia individual o en grup, danses i exercicis físics per externalitzar agressivitats, etc.

## Algunes publicacions

### Llibres
- 1982. Alfredo Naffoh Neto, ana veronica Mautner, fabio Herrmann, ieda Porchat, joao augusto Pompeia, paulo Barros, theresa a. Ellegen. As psicoterapias hoje: algumas abordagens. Novas Buscas em Psicoterapia. 2ª edición de Summus, 134 p.
- 1993. Anna Verônica Mautner, Maria Cecília Pereira da Silva. Em busca do feminino: ensaios psicanalíticos. Casa do Psicólogo. 121 p. ISBN 8585141301 en línia.[Enllaç no actiu]
- 1994. mary jane p. Spink, anna verônica Mautner. A Cidadania em construção: uma reflexao transdisciplinar. Asociación Brasileña de Psicología Social. Cortez Editora* 1994. anna veronica Mautner. Crônicas Científicas Editora Escuta. 123 p. ISBN 8571370761
- 2001. ----------------------------. O Cotidiano nas entrelinhas, Crônicas e Memórias. Summus Editorial. 114 p. ISBN 8571838003 en línia.[Enllaç no actiu]
- 2003. purificacion Barcia Gomes et al. Vínculos amorosos contemporâneos: psicodinâmica das novas estruturas familiares. Callis Editora Ltd. 182 p. ISBN 8574162086
- 2006. Ieda Porchat, Paulo Barros et al. Ser terapeuta, Depoimentos. Volumen 26 de Novas buscas em psicoterapia. Summus Editorial, 5ª edición, 160 p. ISBN 8532303226 en línia.[Enllaç no actiu]
- 2006.  edith m. Elek.  edith m. Elek, et al. Céu da boca - Lembranças de refeições da infância. Editora Ágora, 119 p. ISBN 8571830231 en línia.[Enllaç no actiu]
- 2011. anna veronica Mautner. Educaçao ou o que?: reflexoes para pais e profesores. Editorial Summus. 120 p. ISBN 8532307833

## Honors
Membre
- 28a Biennal de São Paulo.[6]